# Дзудцов, Тамерлан Ефимович
Тамерлан Ефимович Дзудцов (род. 31 марта 1965 года, Цхинвали, Юго-Осетинской автономной области, ныне город Цхинвал Южной Осетии) — художественный руководитель Юго-Осетинского государственного драматического театра имени К. Л. Хетагурова. Министр культуры Республики Южная Осетия (с 2007 года). Заслуженный деятель искусств Республики Южная Осетия (1999), заслуженный деятель искусств Республики Северная Осетия-Алания.

## Биография
В 1980 году окончил 8 классов Цхинвальской средней школы. Поступил в Цхинвальское музыкальное училище на актёрский факультет, окончив его с отличием в 1983 году. В 1983—1984 годах учился в ленинградском профтехучилище на столяра. В 1984—1986 годах служил в советской армии. С 1986 года работал актёром в Юго-Осетинском государственном драматическом театре им. Коста Хетагурова.
В 1990—1992 годах учился в Институте повышения квалификации работников искусств в Москве (мастерская профессора Лазаря Хейфеца). В 1994 году вернулся в Цхинвал, c 28 августа 1994 года является художественным руководителем театра. С 1994 года — секретарь Совета по культуре при президенте Республики Южная Осетия.
С 6 февраля 2007 года — министр культуры Республики Южная Осетия.

## Оценки ущерба в связи с нападением грузинских войск на Цхинвал
После нападения грузинских войск на Цхинвал в августе 2008 года Дзудцов рассказал об ущербе культурным ценностям города: в результате нападения пострадало почти каждое учреждение культуры, сожжён органный зал вместе с органом; повреждены концертный зал, Осетинский драматический театр, национальная библиотека, синагога, которой более ста лет; сгорело здание картинной галереи Цхинвала, где накануне нападения открылась выставка современных художников Южной и Северной Осетии. По его словам, полностью сгорел дом-музей учёного-лингвиста Васо Абаева, где хранились все его рукописи. Были повреждены памятник Абаеву в центре города и церковь Святого Георгия, построенная в VIII веке. Сгорели многие деревянные дома с вековой историей в восточной части города, которая была зоной-заповедником.

## Награды и звания
- Медаль Пушкина (17 марта 2008) — за большой вклад в распространение, изучение русского языка и сохранение культурного наследия, в сближение и взаимообогащение культур наций и народностей[4].
- Заслуженный деятель искусств Республики Южная Осетия (март 1999).
- Заслуженный деятель искусств Республики Северная Осетия-Алания
- Заслуженный деятель искусств Чеченской Республики (12 мая 2023) — за значительный вклад в развитие культуры, творческую деятельность, получившую общественное признание
- Благодарственное письмо депутатов Государственной думы Федерального собрания Российской Федерации (2025)[источник не указан 90 дней]